# Google Health
Google Health（グーグルヘルス）は、Googleによる個人の健康情報を一元化するためのサービスである（しばしばpersonal health recordとして知られている）。
このサービスを利用すると、Googleユーザーは自身の健康記録をGoogle Healthのシステムに自主的に提供することが可能となる（手作業で、もしくは（Google Healthと）パートナー関係にある健康サービスプロバイダーのアカウントにログインすることによって行う）。これによって、潜在的に分割されがちな健康記録を、Google Health profile1つにまとめることができる。
提供するプロフィール情報としては、"健康状態・医薬・アレルギー・検査結果"などが含まれる。
一旦入会すると、Google Healthは、統合された健康記録、健康状態に関する情報、薬と体調とアレルギー間の相互作用事項などをユーザーに提供するためにその情報を使用することになる。

## プライバシーに関する懸念
Google Health は opt-in 型（ユーザーに事前に承諾を求める型式）のサービスである。それは個人が提供した情報のみにアクセスできることを意味している。つまり、明確な同意と手続きなしに特定の人物の医療記録を検索するなどといったことはできない。しかし、Google Healthは他の利用者のためユーザーのプロフィールを入力し設定しておくことを強く推奨している。
利用規約によると、Google Healthは、Health Insurance Portability and Accountability Act of 1996; (HIPAA) によって保護された事業体ではないと認識されている。したがって、HIPAAのプライバシーに関する法律は適用されない。
Google Healthの開始について掲載している記事で、New York Timesはプライバシーについて議論しており、「個人の健康情報を大きな技術会社が保持していることの安全性に不安を持ちながらも、患者（ユーザー）がGoogle Healthを避けることはなかった。」と言っている。一方で、Google Healthは人的介在を減らせるため、現行の紙媒体による健康記録と比べてよりプライバシー面で安全なものである、という主張もなされている。
HIPAAに保護されていないというGoogleのスタンスに対する、Google Health開始後の反応は様々である。ha.ckers.orgのブロガーであるRobert "RSnake" Hansenや、ZDNetのNathan McFetersのコメントのようにかなりネガティブな意見もあれば、Free/Open Source Softwareのヘルスケア活動家のFred Trotterを含む人たちの言うように、「Google Healthのようなpersonal health recordサービスはもしHIPAAが適用されれば何もできなくなってしまう」という意見もある。

## 価格と収入
ユーザーは、多くの他のGoogle製品と同様にGoogle Healthを無料で使用することができる。しかし、他のGoogleサービスと異なるのは、Google Healthが（現在のところ）広告を掲載していないという点である。GoogleはGoogle Healthでの収入計画を明らかにはしていないが、Wall Street Journalの記事によると「Googleは将来に渡って広告の掲載を除外しているわけではない」と言われている。

## 履歴
2006年中頃からGoogle Healthは開発が進められている。
2008年にはThe Cleveland Clinic.の1600人の患者達により2か月間パイロット版の試験サービスが行われた。
2008年4月20日以降、Google Healthはベータ版として、そのサービスが一般公開された。
2012年1月2日、サービスが終了した。

## アーキテクチャ
Google HealthのAPIは、Continuity of Care Record（診療経過記録）のサブセットをベースとしている。

## パートナー
現在、Google Healthは医学情報や薬剤の処方箋情報などを以下のパートナー機関からインポートできる。
Allscripts, Anvita Health, The Beth Israel Deaconess Medical Center, Blue Cross Blue Shield of Massachusetts, The Cleveland Clinic, CVS Caremark, Healthgrades, Longs Drugs, Medco Health Solutions, Quest Diagnostics, RxAmerica, and Walgreens.
健康記録を他のプロバイダーに置いているユーザーは、自身のデータを手作業で入力してもよいし、料金を払ってGoogle Healthのパートナー
のサービスを利用することもできる。『MediConnect Global』は、そのようなパートナーの一つである。料金を支払えば、ユーザーの医療記録が世界中から集められ、プロフィールに追記される。